# Hamilton (Suriname)
Hamilton is een dorp en voormalige katoenplantage in het Surinaamse district Coronie, nabij Totness, aan de Atlantische Oceaan. Hamilton ligt aan de Oost-Westverbinding, Tussen Welgelegen (westelijk) en Ingikondré (oostelijk).

## Plantage
Het perceel 235 werd in 1817 uitgegeven aan S. van Thol, die het echter niet in cultuur bracht. In 1821 had James Taylor er een naamloze plantage op aangelegd, maar formeel was Van Thol toen nog steeds eigenaar. Zijn erfgenamen gaven het perceel, 500 akkers groot, in 1825 terug aan het gouvernement. 
In 1843 werd de plantage bestuurd door de erfgenamen van Taylor. De plantage heette inmiddels Hamilton en er werkten 27 slaven. De administratie werd verzorgd door mevrouw M.C. Hamilton. Zij was in 1854 eigenaresse, er werkten toen 29 slaven en 7 vrije arbeiders. In 1908 werkten er 21 arbeiders en waren cacao, bananen en kokosnoten de belangrijkste producten.

## EBG-kerk
In de 19e eeuw werd er een zendingspost van de Evangelische Broedergemeente (EBGS) gevestigd. De bijbehorende kerk werd in 1888/1889 gebouwd op initiatief van de Duitse zendeling Karl Friedrich Wilhelm Gerhardt (1838-1889), die in 1864 na een studie Nederlands (hij kende alleen Duits, Engels en Frans) in Suriname aankwam. Hij was aangesteld om kinderen van vrijverklaarde slaven les te geven; hij was dan ook enige tijd onderwijzer en schoolhoofd. Hij werd in 1882 in de Coronie geplaatst. De bouw van de kerk werd Gerhardt fataal, volgens de krant Suriname door (te) hard werken in een voor hem ongunstig klimaat (al eerder moest hij zich terugtrekken). De kerk werd een monument.

## Galerij
|  |  |  |
|  |  |  |

## Geboren
- Johan Kraag (1913-1996), politicus

A la bonne heure · Anna's Zorg · Akkerboom · Alliance · Alkmaar · Andresa · Auka · Andreesgift · Bantaskine · Barbados · Batavia · Beekenhorst · Belladrum · Bellevue · Belwaarde · Beninenburg · Berg en Dal · Bergen op Zoom · Berlijn (Commewijne) · Berlijn (Para) · Bethlehem · Boksweide · Boston · Botany Bay · Boxel · Bronswijk · Brouwerslust · Bruinendaal · Bucklebury · Buitenrust · Burnside · Cadrosspark · Caledonia · Campenburg · Cannewapibo · Catharina Sophia · Clevia  · Cliffort-Kokshoven · Clyde · Concordia · Concordia en een Kwart Lot · Courcabo · De Dageraad · De Goede Vriendschap · De Resolutie · De Vier Hendrikken · Diamond · Dijkveld · Domburg · Dordrecht · Eendragt · Elisabeth's Hoop · Ellen · L'Espérance (Nickerierivier) · L'Espérance (Surinamerivier) · Esthersrust · Fairfield · Fortuin · Flora · Florentia · Frederiksburg · Frederiksdorp · Frederikslust · Geertruidenberg · Geyersvlijt · Glensander · Gloria · Groot Chatillon · Groot Marseille · Guadeloupe · Hague · Hamburg · Hamilton · Hamptoncourt · Hannover · Hazard · Hebron · Hecht en Sterk · Hooyland · Hope · Houttuin · Huntly · Huwelijkszorg · Inverness · Jagtlust · Jodensavanne · Johan & Margaretha · Johanna Catharina · Johanna Maria · Johannesburg · John · Katwijk · Kent · Kerkshoven · Killenstein · Klein Bellevue · Kleinhoop · Krappahoek · Kroonenburg · Kwatta · La Jalousie · La Prosperité · La Rencontre · La Ressource (Saramacca) · La Ressource (Surinamerivier) · La Singularité · Laarwijk · Leasowes · Leliëndaal · Leonsberg · Livorno · Longmay · Lunenburg · Lust en Rust · Lustrijk · Maasstroom · Margarethenburg · Maria Petronella · Mariënbosch · Mariënburg · Margaretha's Gift · Mary's Hope · Meerzorg · Merveille · Moed en Kommer · Mon Bijou · Mon Souci · Mon Trésor · Monnikendam · Mopentibo · Morgenster · Moy · Nieuw Mocha · Nieuwzorg · Nieuwe Aanleg · De Nieuwe Grond · Nijd en Spijt · Novar · Nursery · Nut en Schadelijk · Onoribo · Onverwacht · Oranibo · Ornamibo · Overbrug · Overtoom 
· Oxford · Palestina · Paradise · Persévérance · Petersburg · Picardië · Peperpot · Pieterszorg · Plaisance · Poelwijk · Potosie · Purmerend · Reijnsdorp · Reijnsfort · Rijnberk · Roosenburg · Rorac · Rust en Werk · Rustenburg · Saltzhalen · Sans Souci · Saphir · Sarah · Sardam · Schaapstede · Schoonoord · Sinabo en Gelre · Sint Barbara · Sint Eustatius · Slootwijk · Sorgvliet · Spieringshoek · Standvastigheid · Suidwijn · Suzanna's Daal · Toevlugt (Surinamerivier) · Tout Lui Faut · Toledo · Totness · Tyronne · 't Vertrouwen · Victoria · Vierkinderen · Visserszorg · Voorburg · Voorzorg (Saramacca) · Vossenburg · Vredenburg · Vriendsbeleid en Ouderzorg · Vreeland · Waltonhall · Waldijk · Waterloo · Wederzorg · Welbedacht · Welgelegen (Commewijne) · Welgelegen (Coronie) · Welgevallen · Weltevreden · Wolffs Capoerica · Wolfenbüttel · 't Ylant · Zoelen · Zorg en Hoop (hout) · Zorg en Hoop (indigo) · Zorg en Hoop (katoen) · Zorg en Hoop (suiker)